# 詹姆斯·蘭克福德
詹姆斯·保羅·蘭克福德（英語：James Paul Lankford；1968年3月4日—）是一位共和黨籍的美国政治人物，自2015年成為奧克拉荷馬州聯邦參議員。此前他曾於2011年至2015年期間擔任奧克拉荷馬州第五國會選區的聯邦眾議員。
從1996年到2009年，蘭克福德是奧克拉荷馬州總公約浸信會的學生部委與傳道專家，也是戴維斯福爾斯克里特浸信會會議中心的福爾斯克里特青年節目主任。他在2009年9月1日辭去，以競逐議會席位。
2014年1月，蘭克福德宣布他會參與2014年的特別選舉填補湯姆·科伯恩的空缺；隨後他在2014年6月初選贏得57%選票成為共和黨候選人，並在選舉中獲得了近68%的選票。

## 延伸閱讀
- Background and collected news at The Washington Post
- 美國國會國家人物傳記大辭典中的傳記
- 由華盛頓郵報維護的投票記錄
- 智慧投票计划中的傳記、投票紀錄及利益集團評級
- Congressional profile at GovTrack
- Congressional profile at OpenCongress
- Issue positions and quotes at On the Issues
- Financial information at OpenSecrets.org
- Staff salaries, trips and personal finance at LegiStorm.com
- 聯邦選舉委員會中的競選財務報告和數據
- Appearances on C-SPAN programs

## 外部連結
- 詹姆斯·蘭克福德 （页面存档备份，存于）參議院官方網站
- 詹姆斯·蘭克福德參議員競選網站 （页面存档备份，存于）
- 中的“詹姆斯·蘭克福德”

| 美国众议院             | 美国众议院                                                             | 美国众议院           |
| ---------------------- | ---------------------------------------------------------------------- | -------------------- |
| 前任者： 瑪麗·法林     | 奧克拉荷馬州第五國會選區 眾議院議員 2011年－2015年                     | 繼任者： 史蒂夫·羅素 |
| 政党职务               |                                                                        |                      |
| 前任者： 湯姆·普賴斯   | 眾議院共和黨政策委員會主席 2013年－2015年                              | 繼任者： 盧克·梅塞爾 |
| 前任者： 湯姆·科伯恩   | 美國參議員奧克拉荷馬州共和黨被提名人 （第3類） 2014年、2016年、2022年  | 最新的               |
| 美国参议院             |                                                                        |                      |
| 前任者： 湯姆·科伯恩   | 奧克拉荷馬州第3類參議員 2015年－ 與吉姆·英霍夫 → 馬克韋恩·馬林同時在任 | 現任                 |
| 前任者： 強尼·艾薩克森 | 参议院道德专门委员会主席 2019–2021                                     | 繼任者： 克里斯·康斯 |
| 美國排位名單           |                                                                        |                      |
| 前任者： 比爾·卡西迪   | 美國參議員資歷 第59位                                                  | 繼任者： 湯姆·卡頓   |